# Greguss Imre
Greguss Imre (Zayugróc, 1856. március 30. – Budapest, 1910. június 5.) magyar festőművész, rajztanár. Greguss Lajos fia, Greguss György (1861–1908) tengerésztiszt, festőművész, rajztanár és Greguss Gizella (1864–1955) iparművész testvére.

## Élete
Greguss Lajosnak, a zayugróci posztógyár hivatalnokának, volt 1848/49-es honvédhadnagynak a fia. Budapesten, Münchenben és Párizsban tanult. Középiskoláit Pesten az ágostai evangélikus gimnáziumban, majd a belvárosi főreáliskolában végezte, 1873-ban pedig Münchenbe ment, hol az akadémián három évig Seitz Ottó és Brandt József tanítványa volt. Itt már az első évben dicséretet nyert egy arcképtanulmánnyal, melyet később Zichy János gróf vett meg.
1875-ben festette a Táborba vonuló 1848-as honvéd újoncok képét, melyet még ez évben a müncheni Künstlergenossenschaft tárlatán állított ki. A kép azonban rossz helyre került, ezért 1876-ban újra kiállította a müncheni nemzetközi kiállításon, ahol nagy sikert aratott vele. A kiállítás zsűrije oklevéllel tüntette ki, a képet pedig Lady Hamilton badeni nagyhercegnő vásárolta meg. Ebben az időben készült a Csárda előtt, a Bújdosó betyárok és a Lókötő, melyeket a Künstler-genossenschaft tárlatain állított ki először, s amelyek közül az első a már említett müncheni művészegyesület, a második Luitpold régensherceg, a harmadik pedig később Szalay Imre tulajdonába került. Ekkor festette az Utolsó kortyot is, melyet Zichy Jenő gróf vett meg, s amely akkor a Zichy Múzeumban került. Még müncheni tartózkodása alatt festette a Honvédtábort, melyet 1877-ben állított ki a budapesti Műcsarnokban.
A boszniai hadjárat 1878-ban őt is hazaszólította a bajor fővárosból, ahol nemcsak mint katona, hanem mint művész is kivette a maga részét. A csatatéren számos vázlatot készített, emellett nem kerülték el figyelmét Bosznia néprajzi érdekességei sem. A hadjárat után, 1879-ben Budapestre ment, ekkor készült a Delelő Tuzlában, az Utca Zvornikban, a Zvorniki piac, a Tuzlai kovács és más művei, valamint közvetlenül a boszniai hadjáratban merített impressziók alapján az 1848—49-iki honvédtábor, mely Budapest székesfőváros tulajdona. Közben többször megfordult a vidéken; Ó-Gyallán és Jászapátin tartózkodott egy ideig. 1879-ben, a szegedi árvíz alkalmával a Vasárnapi Újság rajzolójaként dolgozott Szegeden.  Árvízfestményét Mária Valéria főhercegnő vásárolta meg és adományozta a városnak.
1879-ben a székesfehérvári országos kiállításon ezüstérmet nyert Kártyázó parasztok című képével.
1883-ban Párizsba ment, ahol az Académie Julianban Lefebvre és Boulanger növendéke lett. A következő évben Táborba induló újoncok című műve helyet kapott a párizsi Szalonban, a kép pedig Ráth György birtokába jutott.
A francia fővárosból Velencébe ment, hol a régi mesterek műveit tanulmányozta. Közel egy évig időzött a lagúnák városában, honnan visszatérve Budapestre, a Benczúr-féle mesteriskola tagja lett. 1885-ben Lyka Döme budapesti háztulajdonos bízta meg a Tavasz, Nyár, Ősz és Tél szimbolikus freskóinak elkészítésével. Megfestette a freskókat, melyeket azonban a háztulajdonos kevéssel keletkezésük után leveretett. Ez az eset igen elkedvetlenítette a művészt, akiben ekkor érlelődött meg az a gondolat, hogy a rajztanári pályára lép. Megerősítették ebben a szándékában mostoha anyagi körülményei is, melyek abból keletkeztek, hogy képeit többnyire olcsón kellett elvesztegetnie.
Az 1885-ös országos kiállításon egy női arcképpel érmet nyert ugyan, de ezt a kitüntetést sem tudta kamatoztatni, s mint arcképfestő is jóformán csak erkölcsi sikereket aratott. 1886-ban festette Zách Klára kivégeztetését, amely a szegedi városi múzeum tulajdonába került. Ezután készült »Szeged szebb lesz, mint volt« című képe, melyet még a mesteriskolában vásárolt meg a király és most[mikor?] a budai királyi palotában van. A mesteriskolában festett képei közül említésre méltók még Asbóth tábornok Perednél és Névtelen hősök című festményei.
1889-ben végre megvalósította régi tervét, s kilépve a mesteriskolából, a mintarajziskola és rajztanárképzőbe iratkozott be, ahol 1890-ben szerezte meg a rajztanári oklevelet. Mintarajziskolai tanulmányai mellett nagy kedvvel foglalkozott a Rákóczi-kor tanulmányozásával is, kutatásau alapján készültek kuruc tárgyú képei. Mint rajztanár Nagykállón kezdte meg működését, ezután Zilahba, majd 1892-ben Kassára, a főreáliskolához helyezték át. 1899-ben Budapestre került a VIII. kerületi gimnáziumhoz. Már Budapesten festette a Czinka Pannát, melyet Schlauch Lőrincz nagyváradi püspök vásárolt meg. Tanári elfoglaltsága mellett a tárlatokra is szorgalmasan dolgozott.
Az ez időben kiállított képei közül kiemelkedik a Kártyázó kurucok (1902), a Szolnoki csata (1902), a Starhenberg elfogatása (1903), a Rákóczi hazahívása és a Honvédtoborzó (1906). Nyaranta Erdélyben és a Balaton vidékén festett tájképeket. 1904-ben Olaszországban járt, ahonnan sok vázlatot hozott magával. Olasz udvar című képe halála után, 1911-ben került a Szépművészeti Múzeumba.

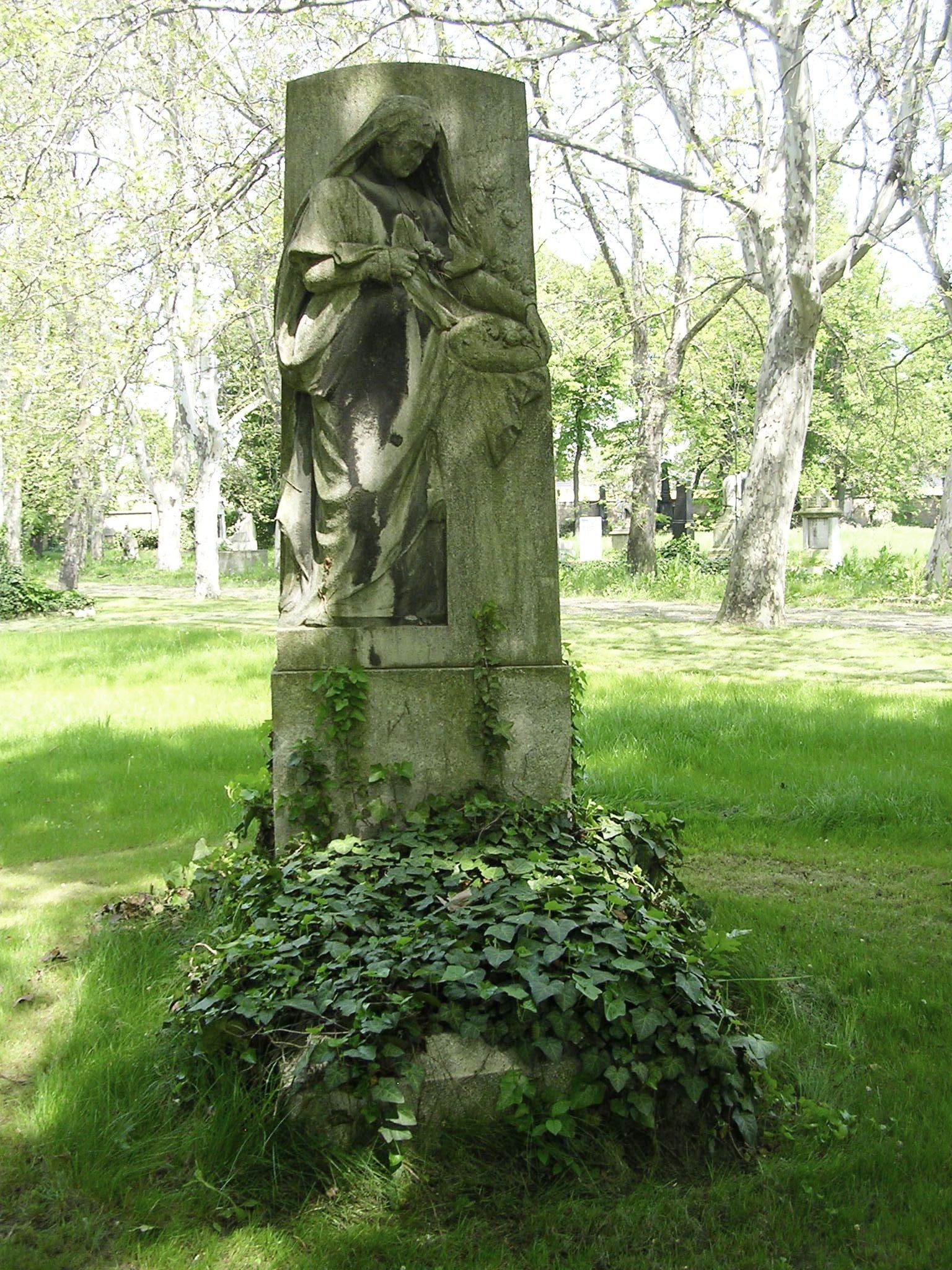
Sírja a Fiumei úti sírkertben, 2005-ben (17/1-1-25). Róna József alkotása, 1911